# Balsa leodura
Balsa leodura är en fjärilsart som beskrevs av Otto Staudinger 1887. Balsa leodura ingår i släktet Balsa och familjen nattflyn. Inga underarter finns listade i Catalogue of Life.